# Khalid (chanteur)
Khalid Donnel Robinson, né le 11 février 1998 à Fort Stewart en Géorgie aux États-Unis, dit Khalid, est un auteur-compositeur-interprète américain. Il a signé chez Right Hand Music Group et RCA Records. 
Son premier single, Location, sort en juillet 2016 et atteint la 16e place au US Billboard Hot 100 en mai 2017. Son premier album, American Teen, sorti le 3 mars 2017, est certifié disque de platine.

## Biographie

### Enfance
Khalid Robinson est né à Fort Stewart dans l’État de Géorgie aux États-Unis. Ses parents sont tous les deux membres de l’armée Américaine durant son enfance. Il les accompagne dans leurs voyages ce qui lui permet de vivre dans différents endroits. De la Caroline du Nord à New-York aux États-Unis, en passant aussi par Heidelberg en Allemagne, il s’installe finalement à El Paso au Texas avec sa famille où il passe sa dernière année au lycée Americas High School.
Il dit lui-même que sa passion pour la musique lui vient de sa mère. Celle-ci faisait partie du groupe de musique de l’armée.

### Carrière

#### 2016
Khalid commence à créer et enregistrer des titres sur la plateforme de distribution audio SoundCloud pendant sa dernière année de lycée à El Paso, notamment son premier titre Saved qui lui donne le goût de continuer dans cette voie. Durant cette année 2016, il accumule les chansons et choisit de quitter momentanément sa ville pour rejoindre Atlanta et son ami producteur Syk Sense (qui a produit des morceaux pour les rappeurs Drake ou Travis Scott) pour enregistrer quelques morceaux. C’est durant ces sessions que voit le jour son premier grand succès "Location".
C’est quand il retourne à El Paso qu’il découvre que la plus jeune des sœurs Kardashian, Kylie Jenner, écoute son morceau Location sur Snapchat avec des amis. Dès lors, le succès est fulgurant. L’influenceuse donne à Khalid ce coup de pouce qui permet de rendre Location viral. En effet, fin 2016, Khalid atteint la place numéro 2 du Billboard Twitter Emerging Artists Chart. Location apparait dans des articles des magazines Billboard, Yahoo, Rolling Stone ou encore Buzzfeed. Location fini l’année 2016 à la 20e place du Billboard's Mainstream R&B/Hip-Hop Airplay chart et prend place dans le top 10 du Billboard Hot R&B Songs chart en janvier 2017.

#### 2017
Fort de ce succès, il signe avec RCA Records, sort quelques clips vidéos dont celui de son deuxième single "Young Dumb & Broke", et lance son album de 15 titres intitulé American Teen le 3 mars 2017. Quelques semaines plus tard, l’album atteint la 9e place du classement Billboard 200. Très bien reçu par les critiques, l’album s’écoule à plus d’un million d’exemplaires et reçoit un disque de platine le 24 octobre 2017 par la Recording Industry Association of America.
En 2017, Khalid participe au single du rappeur Logic intitulé 1-800-273-8255 avec la chanteuse Alessia Cara. Ce morceau atteint la troisième place du Billboard Hot 100 et les trois artistes sont également conviés sur la scène des MTV Video Music Awards pour la chanter en direct.
Durant l’hiver 2017, Khalid fait la tournée de 21 villes aux États-Unis avec son "Location Tour", et toutes les dates sont complètes. En juillet 2017, Khalid travail également avec le producteur et DJ Marshmello. Cette collaboration découle sur le morceau «Silence».
Khalid est par la suite sélectionné pour certaines récompenses dont 5 Grammy Awards pour le Meilleur Album Urbain et Contemporain, le meilleur morceau dans la catégorie R&B ou encore pour le Meilleur Nouvel Artiste.

#### 2018
Le 14 février 2018, il compose un morceau avec son amie Normani (membre du groupe américain Fifth Harmony, qui a déjà fait une apparition dans le clip vidéo de Young Dumb & Broke) intitulé Love Lies (en) qui figure sur l’album de chansons du film Love, Simon. La bande son rencontre un succès immédiat puisqu’elle atteint la 9e place du Billboard Hot 100 et 11,7 millions d’écoutes après une semaine de sortie. Khalid et Normani chantent pour la première fois Love Lies en live dans The Tonight Show Starring Jimmy Fallon le 10 avril 2018. Le titre Love Lies entre dans les classements nationaux de nombreux pays. Il atteint le top 10 aux États-Unis, en Nouvelle-Zélande, Australie, Royaume-Uni, Ireland, Danemark et au Portugal. En 2019, le Billboard américain la nomme la septième plus grande chanson de la décennie des années 2010 sur le classement Top 40 Mainstream.
En mai 2018, il écrit Youth en collaboration avec l'artiste canadien Shawn Mendes, disponible sur l'album éponyme de ce dernier. La chanson relate de l'actuel climat politique et social (attentats, fusillades...). Les deux artistes se produisent sur la scène des Billboard Music Awards 2018, en hommage aux victimes de fusillades. Ils sont alors accompagnés d'un chœur composé de lycéens du Marjory Stoneman Douglas High School. L'établissement avait connu une fusillade, faisant 17 morts, 3 mois plus tôt, le 14 février 2018.
Il participe également à l’enregistrement de l’album des musiques pour le film Marvel Black Panther, dans le morceau The Ways avec le rappeur Swae Lee, membre du duo Rae Sremmurd. The Ways atteint la 63e place du Billboard Hot 100.
Il livre le single OTW le 20 avril 2018 en collaboration avec 6LACK et Ty Dolla Sign.
Le 9 octobre 2018, Khalid fait une performance au AMAs Performance accompagné de Benny Blanco et Halsey pour leur titre EastSide. Qui a été 12 semaines au classement Hot 100 au moment de la performance.

#### 2019
Le 2 août 2019, il sort le clip " Right Back " accompagné de A Boogie Wit Da Hoodie.

#### 2020
Le 4 février, il sort la chanson "Know your Worth" puis le clip le 27 mars.

### Vie privée
Le 22 novembre 2024, Khalid s'est déclaré gay sur la plateforme de médias sociaux X après avoir été outé. Il a dévoilé sa sexualité dans la section commentaires d'un de ses posts sur la plateforme X en répondant à un fan.

## Style musical et influences
La musique de Khalid est principalement R&B, mais a également été étiqueté comme pop, hip hop et pop-soul. Il chante dans les gammes baryton et ténor, ce qui en fait un baryton. Khalid possède une gamme vocale de deux octaves, allant du bas G2 au milieu B 4. Khalid cite sa mère comme principale source d’inspiration musicale et a cité Kendrick Lamar, A$AP Rocky, Father John Misty, Frank Ocean, Grizzly Bear, Chance the Rapper, Lorde, India.Arie, et James Blake comme d’autres influences.

## Discographie
- American Teen (2017)
- Suncity (2018)[24]
- Free Spirit (2019)
- Scenic Drive (The Tape) (2021) [25]
- Sincere (2024)
- after the sun goes down (2025)

## Nominations et récompenses
| Année | Nomination               | Résultat | Récompenses                                                                                      |
| ----- | ------------------------ | -------- | ------------------------------------------------------------------------------------------------ |
| 2017  | Teen Choice Awards       | Nommé    | Choice R&B/Hip-Hop Song (Location)                                                               |
| 2017  | Woodie Award             | Gagnant  | Woodie To Watch                                                                                  |
| 2017  | BET Award                | Nommé    | Meilleur Nouvel Artiste                                                                          |
| 2017  | MTV Video Music Awards   | Gagnant  | Meilleur Nouvel Artiste                                                                          |
| 2017  | MTV Europe Music Awards  | Nommé    | Meilleur Nouvel Artiste                                                                          |
| 2017  | MTV Europe Music Awards  | Nommé    | Best Push Artist                                                                                 |
| 2017  | American Music Awards    | Nommé    | Musique Soul/R&B Favorite (Location)                                                             |
| 2017  | Soul Train Music Awards  | Nommé    | Meilleur Nouvel Artiste                                                                          |
| 2017  | Soul Train Music Awards  | Nommé    | Meilleur Artiste Soul/R&B Masculin                                                               |
| 2017  | Soul Train Music Awards  | Nommé    | Chanson de l'année (Location)                                                                    |
| 2017  | Soul Train Music Awards  | Nommé    | The Ashford & Simpson Songwriter's Award                                                         |
| 2018  | Grammy Award             | Nommé    | Meilleur Nouvel Artiste                                                                          |
| 2018  | Grammy Award             | Nommé    | Meilleure Chanson R&B (Location)                                                                 |
| 2018  | Grammy Award             | Nommé    | Meilleur Album Urbain/Contemporain (American Teen)                                               |
| 2018  | Grammy Award             | Nommé    | Chanson de L'Année ("1-800-273-8255") (De Logic en collaboration avec Alessia Cara et Khalid)    |
| 2018  | Grammy Award             | Nommé    | Meilleur Clip Vidéo ("1-800-273-8255") (De Logic en collaboration avec Alessia Cara et Khalid)   |
| 2018  | Kids' Choice Awards      | Nommé    | Meilleur Nouvel Artiste                                                                          |
| 2018  | iHeartRadio Music Awards | Nommé    | Chanson R&B de l'Année (Location)                                                                |
| 2018  | iHeartRadio Music Awards | Gagnant  | Meilleur Nouvel Artiste R&B                                                                      |
| 2018  | iHeartRadio Music Awards | Nommé    | Artiste R&B de l'Année                                                                           |
| 2018  | iHeartRadio Music Awards | Nommé    | Meilleur Nouvel artiste                                                                          |
| 2018  | iHeartRadio Music Awards | Nommé    | Meilleur Reprise ("Lost" by Frank Ocean)                                                         |
| 2018  | iHeartRadio Music Awards | Nommé    | Meilleur Remix ("Homemade Dynamite") (De Lorde en collaboration avec Khalid, SZA et Post Malone) |
| 2018  | iHeartRadio Music Awards | Gagnant  | Album R&B de l'Année (American Teen)                                                             |
| 2018  | Billboard Music Awards   | Gagnant  | Meilleur Nouvel Artiste                                                                          |
| 2018  | Billboard Music Awards   | Nommé    | Artiste R&B de l'Année                                                                           |
| 2018  | Billboard Music Awards   | Nommé    | Album R&B de l'Année (American Teen)                                                             |
| 2018  | Billboard Music Awards   | Nommé    | Meilleure Chanson R&B (Young, Dumb & Broke)                                                      |